# 汉斯·阿尔塞尔
汉斯·阿尔塞尔（瑞典語：Hans Alsér，1942年1月23日—1977年1月15日），瑞典男子乒乓球运动员，曾任西德（1971-1974）和瑞典（1974-1977）国家乒乓球队的主教练。他曾获得2枚世界乒乓球锦标赛金牌和8枚欧洲乒乓球锦标赛金牌。